# VdB 6
vdB 6 è una piccola nebulosa a riflessione, visibile nella costellazione di Cassiopea.
Si individua con facilità, trovandosi a metà via fra le stelle δ Cassiopeiae e ε Cassiopeiae; nei suoi pressi si trova l'ammasso aperto NGC 654, che ne facilità notevolmente l'individuazione: la nube vi trova sul suo lato sudoccidentale. La stella avvolta in vdB 6 è catalogata come HIP 8074 (o DB+61° 315) ed è una supergigante blu di magnitudine 9,66, situata nel Braccio di Perseo, che imprime alla nebulosa un colore marcatamente azzurrognolo.
La stella viene a trovarsi fisicamente nei pressi dell'ammasso NGC 654, costituendone uno dei membri più esterni e brillanti; l'ammasso contiene una sessantina di stelle, fra le quali vi sono diverse stelle di pre-sequenza principale, e ha un'età che si aggira sui 15-20 milioni di anni.
L'ammasso e la nebulosa associata fanno parte dell'associazione OB Cas OB8, che si estende in direzione del settore più centrale della costellazione di Cassiopea; con una distanza media stimata sui 2600 parsec (8500 anni luce), l'associazione viene a trovarsi nel Braccio di Perseo fra le vicine associazioni Cas OB1 e Per OB1. Diverse sue stelle membri sono ben osservabili anche con un piccolo binocolo e ingloba al suo interno anche altri fra gli ammassi aperti più famosi di Cassiopea, come M103, NGC 663 e NGC 659.